# Yaowa
Yaowa (kinesiska: 窑洼, 窑洼乡) är en socken i Kina. Den ligger i provinsen Shanxi, i den norra delen av landet, omkring 160 kilometer nordväst om provinshuvudstaden Taiyuan. Antalet invånare är 3 836. Befolkningen består av 1 397 kvinnor och 2 439 män. Barn under 15 år utgör 13,0 %, vuxna 15-64 år 76 %, och äldre över 65 år 9,0 %.
Genomsnittlig årsnederbörd är 755 millimeter. Den regnigaste månaden är juli, med i genomsnitt 245 mm nederbörd, och den torraste är januari, med 3 mm nederbörd.